# Roll of Thunder, Hear My Cry
Roll of Thunder, Hear My Cry (conocida en Finlandia como Ukkosen vuosi) es una película de drama de 1978, dirigida por Jack Smight, escrita por Arthur Heinemann y basada en las novelas Roll of Thunder, Hear My Cry y Song of the Trees de Mildred D. Taylor, musicalizada por Fred Karlin, en la fotografía estuvo Robert B. Hauser, los protagonistas son Claudia McNeil, Janet MacLachlan y Robert Christian, entre otros. El filme fue realizado por Tomorrow Entertainment, se estrenó el 12 de noviembre de 1978.

## Sinopsis
La tierra los une, nada puede dividir a los Logan. Son necesarios los hechos de un año complicado, el año de los jinetes nocturnos y los incendios, el año en que una chica blanca denigró a Cassie ante todos, solo porque es negra, para mostrarle a Cassie que poseer un área propia es esencial para la familia Logan. Es la tierra lo que le da honra; les es indiferente que los degraden, ellos tienen algo que ninguno puede sacarle.